# Tiger Hillarp Persson
Tiger Christopher Robin Hillarp Persson (* 28. Oktober 1970 in Malmö) ist ein schwedischer Schachspieler und -autor, der den Titel eines Großmeisters trägt.

## Leben

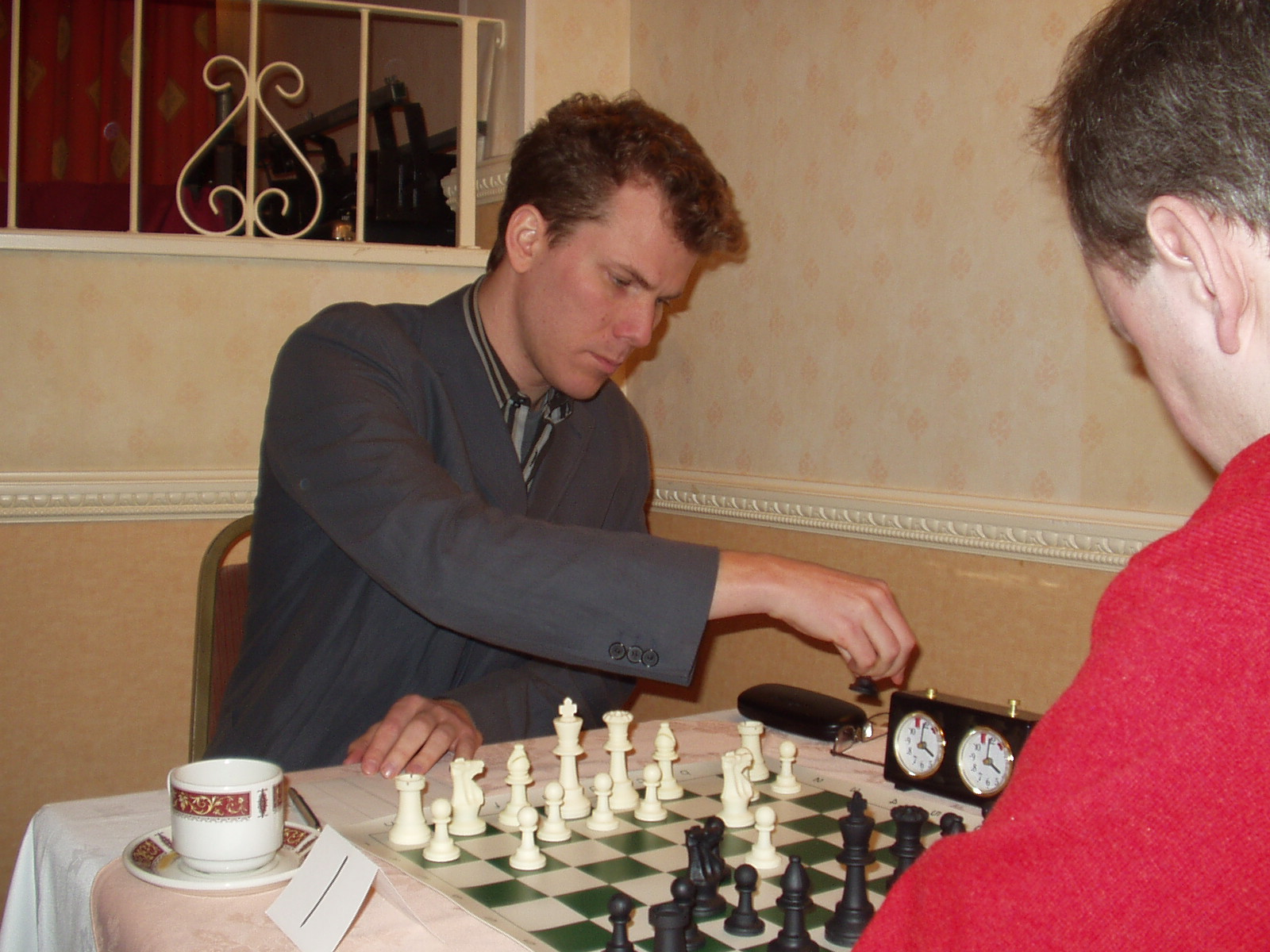
Tiger Hillarp Persson, 17. Februar 2005, Jersey Chess Festival

Er gilt als kreativer und origineller Angriffsspieler. Den Großmeistertitel errang er durch ein gutes Ergebnis bei der Schacholympiade 1998 in Elista.
Hillarp Persson gewann unter anderem 1999 die Turniere in Gentofte (vor Sune Berg Hansen, Simen Agdestein, Einar Gausel, Helgi Áss Grétarsson, Heikki Westerinen und Lars Schandorff) und York (nach Wertung vor Alexei Barsov und Julian Hodgson) sowie in Saint Helier 2000 und Guernsey 2001.
Bei den Nordischen Meisterschaften in Vammalla in Finnland 2005 belegte er Platz 2 hinter Evgeny Agrest. Im selben Jahr wurde er auch schwedischer Vizemeister. 2007 wurde er in Stockholm mit 9 Punkten aus 13 Partien schwedischer Landesmeister. Diesen Erfolg konnte er 2008 in Växjö mit 10 aus 13 wiederholen.
2005 veröffentlichte er sein erstes Buch, Tiger’s Modern, über die Moderne Verteidigung (Quality Chess Europe AB, Göteborg 2005, ISBN 91-975243-6-0), das er 2015 als The Modern Tiger (Quality Chess, ISBN 1-907982-83-3) in einer erweiterten und aktualisierten Version neu auflegte.
Im Januar 2015 liegt er auf dem fünften Platz der schwedischen Elo-Rangliste.

## Nationalmannschaft
Tiger Hillarp Persson nahm mit der schwedischen Nationalmannschaft zwischen 1996 und 2014 an acht Schacholympiaden teil, wobei er 1998 am zweiten Reservebrett und 2008 am dritten Brett jeweils den dritten Platz in der Einzelwertung erreichte, ebenso an den Mannschaftseuropameisterschaften 1999, 2005, 2007 und 2015.

## Vereine
Hillarp Persson spielte bis 2009 für die Skara Schacksällskap, anschließend bis 2016 für den Lunds ASK, mit dem er 2011 schwedischer Mannschaftsmeister wurde. Von 2016 bis 2018 spielte er für die Mannschaft von Malmö AS, mit der er 2018 Meister wurde, in der Saison 2018/19 trat Hillarp Persson erneut für Lunds ASK an und gewann mit diesem den Titel. Außerdem spielt er seit 1999 in Dänemark für die Brønshøj Skakforening, mit der 2014 dänischer Mannschaftsmeister wurde, er war auch schon in Norwegen (für Kristiansund SK und den Asker Schakklubb) und in der britischen Four Nations Chess League (für Wood Green) aktiv.

## Go
Im Go erreichte er 2015 den 1. Dan.